# Quilt du Rajah
Le Rajah Quilt est un grand quilt créé par des femmes détenues en 1841 lors de leur déportation durant le voyage en mer de Woolwich, en Angleterre, à Hobart, en Australie, à l'aide de matériaux procurés par Lydia Irving (en) de la British Ladies Society for Promoting the Reformation of Female Prisoners. Le quilt est offerte à Jane Franklin et renvoyé en Grande-Bretagne pour Elizabeth Fry, la dirigeante de la British Ladies Society. La provenance du quilt était alors inconnue jusqu'à sa redécouverte en 1989. Il  est désormais conservé à la National Gallery of Australia.

## Histoire
Lydia Irving a siégé au sein de la British Ladies Society d'Elizabeth Fry pour la promotion de la réforme des femmes détenues au sous-comité travaillant sur les détenues transportées par navire. Elle a réussi à convaincre le conseil d'administration de la Marine de financer des « cadeaux » pour les condamnées. Ces articles de base comprenaient des couteaux, des fourchettes, des tabliers et du matériel de couture. Au cours des 25 années d’engagement de Fry au sein de l’organisation, 12 000 femmes ont été transportées sur 106 navires. Le projet était de visiter chaque navire la nuit précédant son départ pour calmer les femmes condamnées et déportées en Australie.

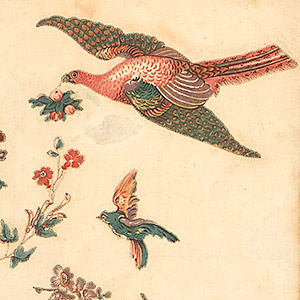
Détail de la courtepointe Rajah

Le matériel de couture a été fourni aux 180 femmes prisonnières sur le navire Rajah. Les noms des femmes sont connus. Elles venaient de toute la Grande-Bretagne et avaient été condamnées à Inverness, Aberdeen, Lincolnshire, Devon et à la Cour pénale centrale. Le navire quitta Woolwich le 5 avril 1841 et arriva le 19 juillet 1841 à Hobart en Tasmanie. Au cours du voyage, certaines femmes ont brodé et cousu les tissus reçus pour en faire un quilt désormais connu sous le nom de quilt Rajah. On pense que l'artiste de cette courtepointe est Kezia Hayter (en) qui était la seule femme libre du navire. Elle était venue du pénitencier de Millbank pour aider Franklin à former son propre comité, identique à celui du Royaume-Uni. 29 femmes auraient également travaillé sur le  quilt. L'aide procuré par le sous-comité de la British Ladies Society est resté gravé dans la mémoire  des femmes à bord. Le quilt comprend un message brodé en fil de soie remerciant le « comité du navire des condamnées ». La courtepointe est offerte à l'épouse du gouverneur, Jane Franklin. Le texte sur le quilt dit :

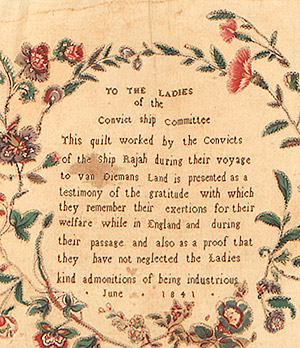

Aux dames du comité du navire des condamnés, ce quilt confectionné par les condamnées du navire Rajah pendant leur voyage vers la Terre de Van Dieman est présenté comme un témoignage de la gratitude avec laquelle elles se souviennent de leurs efforts pour leur bien-être pendant leur séjour en Angleterre et pendant leur traversée et aussi comme une preuve qu'elles n'ont pas négligé les aimables avertissements des dames d'être industrieuses. juin 1841.
Le quilt est renvoyé en Grande-Bretagne à Elizabeth Fry (qui dirigeait la British Ladies Society). Il fut ensuite oublié jusqu'à sa redécouverte dans un grenier en Écosse. Il a été rendu à l'Australie en 1989. Il est désormais conservé à la National Gallery of Australia
Les recherches montrent que la quilt n'est pas unique, car d'autres références ont été faites aux travaux d'aiguille des femmes détenues. Cependant, il s'agit du seul quilt documenté réalisé par des condamnées qui subsiste encore.

## Dans la fiction
Le livre Dangerous Women de Hope Adams (publié par Michael Joseph en 2021) imagine le voyage du Rajah et la fabrication de la courtepointe.